# Сарбур (округ)
Сарбу́р (фр. Arrondissement de Sarrebourg) — упразднённый округ во Франции, один из округов в регионе Лотарингия, департамент Мозель. Супрефектура — Сарбур.
Численность населения округа в 2006 году составляла 63 193 человека. Плотность населения составляла 64 чел./км². Суммарная площадь округа — 993 км².
Округ упразднён в декабре 2014 года, на основании Декрета № 2014—1721 от 29 декабря 2014 года и с 1 января 2015 года объединён с округом Шато-Сален в новый округ Сарбур — Шато-Сален в качестве административного центра для 230 коммун департамента Мозель.

## Кантоны
До своего упразднения состоял из кантонов:
- Фенетранж (центральное бюро — Фенетранж)
- Лоркен (центральное бюро — Лоркен)
- Фальсбур (центральное бюро — Фальсбур)
- Решикур-ле-Шато (центральное бюро — Решикур-ле-Шато)
- Сарбур (центральное бюро — Сарбур)